# ナックルズ・ザ・エキドゥナ
ナックルズ・ザ・エキドゥナ（Knuckles the Echidna）は、セガのビデオゲーム『ソニックシリーズ』に登場する架空のキャラクター。初登場は1994年5月27日に発売したソニックシリーズの第4作目にあたるソニック・ザ・ヘッジホッグ3からで、スピンオフ作品である漫画やアニメーションにも登場している。ハリモグラを擬人化したキャラクターである。

## プロフィール
- 名前：ナックルズ・ザ・エキドゥナ（KNUCKLES THE ECHIDNA）
- 愛称：ナックルズ
- 性別：男
- 種別：ハリモグラ
- 年齢：16歳[1][注 1]
- 身長：110cm
- 体重：40kg
- 出身地：エンジェルアイランド
- 好きなもの：フルーツ（特にブドウ）
- 嫌いなもの：強い日差し
- 弱点（苦手）：女の子、弱い人（ソニックアドベンチャー2などでは、お化けが苦手、と思わせる描写もある）
- 特技：穴掘り、壁登り、滑空、パンチ
- 一人称：オレ（またはオレ様）

## 概要
ソニックシリーズのレギュラーキャラの一人で、ソニックのライバルの一人である赤いハリモグラ（劇中では「ソニックの永遠のライバル」を自称した事もある）。だが実際は喧嘩友達的な関係で当のソニックからはライバルというより悪友として見られていることが多い。
ゲームにおいては、ソニックと別の仕様が追加されており、拳を垂直な壁面に突き刺してそのまま登る事ができたり、ジャンプ後の落下中に頭の針を広げて滑空する事ができる。マーシャルアーツの使い手であり、非常に腕力が強く、岩盤をも一瞬にして粉々にできる。また『ソニック・ザ・ヘッジホッグ3』の冒頭デモではスーパーソニックを一撃で変身解除にし、カオスエメラルドを強奪している。
ハリモグラの種族、「エキドゥナ族」。その一派の古き戦闘民族である「ナックルズ族」の末裔であり、ナックルズという名称は、元来は一族全体を示す名称であったが、彼がエキドゥナ族最後の生き残りである為、名にナックルズを冠している。
尚、通称名の「ナックルズ」は関節の意の「knuckle」と複数形の「s」をくっつけたものである。ただし、「ソニックと暗黒の騎士」のプロフィールでは、『文字通り、口より拳が出る超石頭ハリモグラ』と種族ではなく彼の性格が由来として説明されている。
生まれつき空中に浮かぶ島「エンジェルアイランド」でマスターエメラルドを守護する役目を授けられているが、誰かに役目を命じられたと言う訳ではなく、彼自身もその理由は知らない。彼は『ソニックアドベンチャー』にて「全ては知らない方がいいだろう。知ってしまったら何か恐ろしい事が起きる気がするから」と語っている。しかし、エンジェルアイランドに侵入する者や、マスターエメラルドを奪おうとする存在に対して常に警戒心を抱いている事から、一族の本能のようなものがある可能性もある。ナックルズ族についての描写は、『ソニックアドベンチャー』において、槍を持った好戦的な一族と、先祖であり穏健派のティカルと言う少女が過去の記憶として登場した。両者ともナックルズの姿に酷似している。ちなみにマスターエメラルドは『カオティクス』でピラーという名で呼ばれたが、現在では呼ばれなくなりマスターエメラルドと呼ばれている。
海外市場においては非常に人気の高いキャラクターで、『ソニック・ザ・ヘッジホッグ3』登場以降、一時はソニックを上回る人気となり、後に続編である『ソニック&ナックルズ』が製作されたり、外伝的作品『カオティクス』では主人公となり、後のシリーズのほぼ全てに登場している。『ソニッククロニクル 闇次元からの侵略者』では重要なキャラクターとなっている。
大半の作品ではソニックたちと大差ない体格であるが、『ソニックトゥーン』では容姿が大きく変更され、大柄で筋骨隆々な体格になっている。ただし、瞳（虹彩）の色が紫色であることに変更はない。

## 性格
短気で誇り高く直情的な熱血漢で、融通が利かないほど生真面目な性格。ゲームやアニメ作品においてもその性格が災いする事が多々あり、Dr.エッグマンに利用されてソニックに挑戦したり、方法論の違いから対立することもしばしばである。頭には自信がないらしく、テイルスの難しい理論を耳にするだけで不快な顔をしたり、『要するに○○なんだろ?』といってすぐ結論に辿り着こうとする。その頭の悪さからエッグマンやルージュだけでなく、仲間であるソニックやエミーなどにも敵味方問わずからかわれることが多い。また、初対面であるブレイズやシルバーに対して感情的な態度を取ったため、二人にすら「動きに無駄が多い」や「お前と遊んでいる時間がない」と言われている。とても強気であり、大量のエッグマンのメカに襲われたときも『腕がなるぜ!』『出てきた奴は全部ぶっ潰す!それだけだ』など自信満々な発言が絶えない。以上のように欠点の多い性格だが、実際は根の優しい純真なお人好しである。
一連の作品において主人公側の陣営にはいるものの、基本的には一匹狼であり、カオスエメラルドの奪還等に関しても、普段は群れ嫌いからソニックたちと別行動をとっていることが多い。しかし『ソニックヒーローズ』、『ソニックライダーズ』などの作品ではソニック達と一緒に行動している辺り仲間として意識している所があり、アニメやゲームでも憎からずも内心ではソニックを思っている節がある。公式設定において、職業はトレジャーハンターとされている（ソニックにもそう言われたことがある）が、ゲーム作品アニメ作品ともに、その場面が描写された事は皆無である。『ソニックライダーズ シューティングスターストーリー』ではトレジャーハンター間の噂や伝説を語り、遺跡の古文書を難なく解読する能力を披露したが、宝自体はバビロン盗賊団が持ち去ったあとであった。『ソニック ジェネレーションズ　白の時空』では、モダンソニックのミッションでソニックの宝探しに協力する。

## 実写映画版
初登場は『ソニック・ザ・ムービー/ソニック VS ナックルズ』。
幼少期のエキドゥナ一族とロングクローとのマスターエメラルドを巡る争いの末に一族が滅んだことからずっと孤独に生きていた。そのような成育歴から非情で攻撃的な性格となっていた。一方で、根は義理堅く素直で天然ボケ。
一族が滅んだ原因となったロングクローが秘密裏に育て「マスターエメラルドを見つける鍵」を持つソニックと敵対し、ドクター・ロボトニックと手を組んでソニックと戦うが、ロボトニックの世界征服の目的のために利用されていたことを知ると、ソニックと共にロボトニックを撃破。
その後ワカウスキー家の一員となり、『ソニック×シャドウ TOKYO MISSION』では『ポケットモンスター』を知るぐらいには地球に馴染んでいる。この作品ではパワー型としての役回りが強調される。
『ソニックVSナックルズ』と『TOKYO MISSIONS』の間の出来事を描いたスピンオフドラマ『ナックルズ』では主人公となり、保安官代理のウェイド・ウィップルをエキドゥナ族の方式で鍛えている。

## 変身・関連人物
ストーリーブックシリーズではあくまで「良く似た人物」であり、本人ではない。特記の無い場合、声優は神奈延年。
スーパーナックルズ
声 - なし
『ソニック&ナックルズ』に登場。7つのカオスエメラルドの力によって変身したナックルズ。
ハイパーナックルズ
声 - なし
『ソニック&ナックルズ』に登場。7つのスーパーエメラルドの力によって変身したナックルズ。
シンドバッド
『ソニックと秘密のリング』に登場。『アラビアンナイト』の物語に出てくる、伝説の船乗りとして有名な人物。航海中、イレイザー率いるマジンの海賊達に襲われ、彼が持つ水色の世界リングを奪われてしまい、空飛ぶ巨大な鳥「ルフ鳥」の上にある塔に閉じ込められてしまう。そこに、炎のマジンを倒す手がかりを求めやって来たソニック達と出会い、知恵を貸す代わりに牢屋の鍵を開けてくれと頼む。
外見はナックルズにそっくりだが、彼とは思えない紳士的な口調で喋る。ただしそれは女性に対してのみのようで、ソニックと会話になると口調がガラリと変わり、ナックルズとほぼ同じになる。ナックルズが女の子が苦手なのに対し、女の子が好きなようである。一部の相違点以外は考え方もそっくりなようで、それに対してソニックから皮肉を言われるハメになった。
物語終了後にはソニックやアリババとアラビアンナイトの世界を巡ったとされている。
ガウェイン
『ソニックと暗黒の騎士』に登場。アーサー王に仕える円卓の騎士の一人で「太陽の騎士」の名を持つ、円卓の騎士きっての豪腕。聖なる武具の双剣「ガラティン」を愛用。外見・性格ともにナックルズにそっくり（ソニック曰く「どっかの石頭にそっくり」）。アーサー王に対する忠誠心は誰よりも厚いがその反面、王の凶行に誰よりも疑問を持っている。ドラゴンが住む洞窟に捕われた人々を助けようとするソニックの前に現れ、戦いを（一方的に）挑む。戦いの末、敗れた彼は汚名を流そうと命を絶とうするが、ソニックに止められ「騎士としてやることがあるだろう」と諭される。
その後、仲間と共にマリーナの前に現れるが、そこに駆けつけたソニックから、王が残したエクスカリバーの鞘を取り、マリーナが『暗き洞』を解放させて世界の崩壊が始まってしまう。何とか逃げ切ったものの、国が滅んでしまうのに何も出来ない自分達にただ苛立つばかり。だが、ソニックの激励で再び立ち上がり、黄泉の力を封印する結界を張るため『結界の石碑』へと向かう。
豪腕が売りの騎士らしく、攻撃はどれも豪快な技が多い。必殺技（ソウルサージ）は「ワイルドメテオ」で、双剣を敵に目がけて投げつける。最強武器で発動させると、投げた剣がブーメランのように戻りながら敵を攻撃するようになる。
クラシックナックルズ
声 - なし
過去の世界のナックルズ。メガドライブ版に準拠したデザインであり、現在のナックルズより小柄で瞳は黒目となっている。身長83cm、体重30kg。性格は現在とほぼ変わらない。

## 声優

### メイン
日本語音声
神奈延年 - 『ソニックアドベンチャー』以降の関連作品
英語音声
スコット・ドレアー - 『ソニックアドベンチャー2』から『ソニックアドバンス3』までの関連作品
ダン・グリーン - 『ソニックX』から『ソニックと暗黒の騎士』までの関連作品
トラヴィス・ウィリングハム - 『ソニック フリーライダーズ』から『大乱闘スマッシュブラザーズ SPECIAL』までの関連作品
デイブ・B.・ミッチェル - 『チームソニックレーシング』以降の関連作品

### その他
日本語音声
松本保典 - OVA版『ソニック・ザ・ヘッジホッグ (OVA)』
木村昴 - 実写映画『ソニック・ザ・ムービー』シリーズ
英語音声
ブライアン・ドラモンド - アニメ『ソニック・アンダーグラウンド』
ビル・ワイズ - OVA版『ソニック・ザ・ヘッジホッグ』
マイケル・マクガハーン - 『ソニックアドベンチャー』
ライアン・ドラモンド - 『ソニックシャッフル』
イドリス・エルバ - 実写映画『ソニック・ザ・ムービー』シリーズ
アダム・ヌラダ - webアニメ『ソニックプライム』：元の世界のナックルズ
ヴィンセント・トング - webアニメ『ソニックプライム』：シャッター・バースのナックルズ